# Sebastián Meza
Sebastián Tomás Meza (Oberá, 14 de marzo de 2000) es un futbolista argentino que juega de arquero, y su actual equipo es el Club Atlético Huracán, de la Primera División de Argentina.

## Trayectoria
Sebastián Meza se unió a Huracán en 2018, habiendo jugado anteriormente para el equipo local Ex Alumnos Escuela N°185. Firmó su primer contrato profesional el 6 de marzo de 2020. Su primera participación en el equipo de primera división, se produjo a principios de octubre de ese año, en un amistoso contra Talleres. 
En los meses siguientes, Meza fue seleccionado en el banco de suplentes para cuatro partidos de la Copa de la Liga Profesional. Después de volver a no ser utilizado para una eliminatoria de la Copa Argentina contra Estudiantes de La Plata, el 25 de febrero de 2021, Meza hizo su debut oficial el 1 de marzo en un encuentro de la Copa de la Liga contra el equipo de Atlético Tucumán; Fue seleccionado para ser titular por Israel Damonte después de que el titular Facundo Cambeses sufriera una lesión en la mano.
El 30 de mayo de 2022, Meza se incorporó a Sarmiento cedido hasta junio de 2023 con opción de compra.
En julio de 2023 retorna a Huracán del préstamo.

## Clubes
| Club                           | País      | Año            |
| ------------------------------ | --------- | -------------- |
| Huracán                        | Argentina | 2021 - Actual. |
| Sarmiento (Junín) ( Préstamo ) | Argentina | 2022 - 2023    |